# Daniel Licht
Daniel James Licht (ur. 13 marca 1957, zm. 2 sierpnia 2017) – amerykański kompozytor muzyki filmowej. Zaczął tworzyć ścieżki dźwiękowe do filmów we wczesnych latach dziewięćdziesiątych. Jego ostatnim, największym sukcesem jest skomponowanie soundtracku do serialu Dexter, stworzonego przez telewizję Showtime. Nagrał soundtrack do gry Silent Hill: Downpour, a także serii Dishonored.